# 강정대
강정대(1971년 8월 22일 ~ )은 대한민국의 축구 선수이며 포지션은 수비수이다.